# Metopidiothrix schawalleri
Metopidiothrix schawalleri är en mångfotingart som beskrevs av Shear 2002. Metopidiothrix schawalleri ingår i släktet Metopidiothrix och familjen Metopidiotrichidae. Inga underarter finns listade i Catalogue of Life.